# Port lotniczy Ebadon
Port lotniczy Ebadon (IATA: EBN) – port lotniczy zlokalizowany na atolu Kwajalein (Wyspy Marshalla).